# Polesine
Die Polesine (fem., gelegentlich auch mask., häufig neutr., in der venetischen Sprache: Połéxine) ist ein Gebiet im Norden bzw. Nordosten Italiens in Venetien. Es liegt im Wesentlichen in der Provinz Rovigo und wird daher teilweise auch Polesine di Rovigo genannt. Geographisch wird die/das Polesine durch den Bereich zwischen den Flüssen Etsch und Po sowie deren Mündungen zur Adria begrenzt. 
Bedeutende Städte sind Rovigo und Adria.

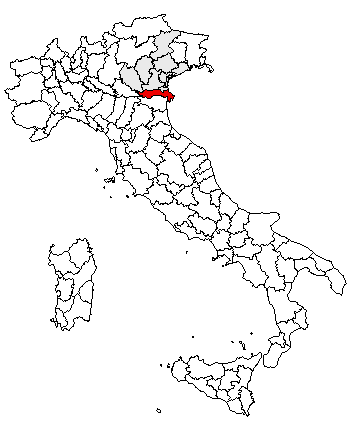
Die Polesine bzw. die Provinz Rovigo in Italien

## Geschichte
Der Name der Landschaft entstammt etymologisch dem mittellateinischen Policinum (Sumpfland). Zahlreiche Überschwemmungen haben das Land zwischen den beiden Flüssen immer wieder neu gestaltet.
Beide Flussbette(n) haben sich im Laufe der Jahrhunderte einander genähert. Zwischen dem 12. und 11. Jahrhundert vor Christus siedelten erste griechische Kolonisten in der Polesine und gründeten die Stadt Adria. Erst im 6. und 5. vorchristlichen Jahrhundert erschienen dann Etrusker und Veneter in der Region. Sowohl Etrusker als auch Römer entwässerten die Polesine durch zahlreiche Kanäle und machten sie so fruchtbar. 
Am 17. Oktober 589 kam es zur Rotta della Cucca, einer Überschwemmung der Etsch katastrophalen Ausmaßes. Adria wurde seiner Bedeutung beraubt, Rovigo stattdessen Hauptstadt der Region. Die Überschwemmung von 950 änderte den Flusslauf des Tartaro. Mit der Überschwemmung des Po von 1152 verlagerte sich dessen Flussbett nach Norden. 1438 nahm die Etsch ihr neues, heutiges, nicht mehr durch Rovigo fließendes Flussbett ein.
Antonio Venier, venezianischer Doge von 1382 bis 1400, übernahm die Vormundschaft über Niccolò III. d’Este, den illegitimen jüngeren Sohn des Herzogs von Ferrara. Diesem lieh er 50.000 Dukaten und erhielt dafür als Pfand das Polesine, das schließlich dem Territorium der Republik Venedig einverleibt wurde.
Die Überschwemmung des Jahres 1882 verursachte eine erhebliche Emigrationswelle, in deren Verlauf mehr als 60.000 Einwohner die Polesine in Richtung Südamerika verließen. Die letzte große Überschwemmung 1951 führte zu einer Zerstörung etwa zweier Drittel des Gebietes, weshalb 150.000 Menschen evakuiert wurden. Dieses Hochwasser wurde in dem Film Don Camillos Rückkehr thematisiert. Die darin eingesetzten Bilder von der Überschwemmung des Ortes der Handlung sind Originalaufnahmen des Hochwassers.